# IC 2200
IC 2200 је спирална галаксија у сазвјежђу Прамац која се налази на листи објеката дубоког неба у Индекс каталогу.
Деклинација објекта је - 62° 21' 10" а ректасцензија 7h 28m 17,4s. Привидна величина (магнитуда) објекта IC 2200 износи 13,2 а фотографска магнитуда 14,0. IC 2200 је још познат и под ознакама ESO 123-12, AM 0727-621, IRAS 07276-6214, PGC 21075.